# Marvel vs. Capcom: Infinite
Marvel vs. Capcom: Infinite (マーベル VS. カプコン：インフィニット?, Māberu VS. Kapukon: Infinitto) è un videogioco picchiaduro 2.5D, sviluppato e pubblicato da Capcom nel 2017 per le console PlayStation 4, Xbox One e PC Microsoft Windows, e in tempi recenti fruibile anche per PlayStation 5 e Xbox Series.
Sesto capitolo della serie Marvel vs. Capcom, come i precedenti titoli, anche questo presenta combattimenti in cui è possibile far combattere i personaggi della Marvel e della Capcom tra loro in battaglie a squadre; tuttavia, a differenza del capitolo precedente, sono stati esclusi i personaggi della serie X-Men; ogni squadra si limita a due combattenti anziché tre, e le mosse assist dei personaggi sono state sostituite dal sistema Active Switch (combo tag), che permette ai giocatori di cambiare tra i due personaggi all'istante per infliggere combo continue.
Altra meccanica di ritorno da Marvel Super Heroes sono le Gemme dell'Infinito, che donano benefici temporanei e abilità uniche alla squadra, a seconda della gemma selezionata.

## Trama
(Ultron Sigma)
Il videogioco è anche il primo della serie ad avere una modalità storia vera e propria, con una trama cinematica a sé; la trama segue i più grandi eroi degli universi Marvel e Capcom, che devono unire tutte le forze per salvare i loro mondi uniti contro una potente minaccia inedita più grande dal nome del malvagio Ultron Sigma.

## Modalità di gioco
Come i suoi predecessori, il gioco è un picchiaduro bidimensionale 2.5D a incontri dove i giocatori si competono l'un l'altro usando i personaggi della Marvel e della Capcom. Se altri capitoli della serie, come Marvel vs. Capcom 3, consentivano battaglie in 3 contro 3, qui ci sono battaglie 2 contro 2, in maniera simile a Marvel vs. Capcom: Clash of Super Heroes e altri capitoli precedenti della serie. Inoltre, il gioco sostituisce il tradizionale sistema di attacchi assist dai personaggi off-screen con un sistema tag libero noto come "Active Switch", simile al "Team Aerial Combo" di Marvel vs. Capcom 3 e al "Switch Cancel" di Street Fighter X Tekken, nel quale i giocatori possono scambiarsi immediatamente col compagno di squadra in qualsiasi momento, anche se si trovano a mezz'aria o mentre stanno attaccando. Questo permette ai giocatori di creare i propri assist offensivi o difensivi attraverso il sistema scambio e formare combo continue tra i due personaggi.
Oltre a utilizzare le loro "Hyper Combos", le loro mosse più potenti, i personaggi possono sacrificare parte della loro "Hyper Combo Gauge" per eseguire una nuova meccanica, la "Counter Switch", che scambia il personaggio con il suo compagno di squadra mentre l'avversario lo sta attaccando, dando così al giocatore l'opportunità di contrattaccare e liberare il personaggio intrappolato nella combo nemica. La barra Hyper Combo è divisa in quattro tacche, a differenza delle cinque usate in Marvel vs. Capcom 2 e 3.
Le modalità offline includono la Storia, l'Arcade, la Missione, l'Addestramento e il Versus, diviso in Versus Player 2 e Versus CPU, mentre quelle online includono incontri casuali e classificati, ma anche la Lega dei Principianti, una lega speciale progettata per giocatori di basso livello che competono per le graduatorie a livelli superiori.

### Gemme dell'Infinito
Il gioco riprende ed espande il tema di Marvel Super Heroes, ovvero le Gemme dell'Infinito. Prima di ogni incontro, il giocatore può scegliere una delle sei Gemme, ognuna delle quali ha un'abilità attivabile in qualsiasi momento nota come "Infinity Surge": ad esempio, la Gemma del Potere produce un effetto respinta quando usata, mentre quella dello Spazio attira l'avversario verso il giocatore. Ogni Gemma presenta anche una seconda abilità, chiamata "Infinity Storm", attivabile una volta riempita a metà la barra dell'Infinito, e che concede un notevole bonus temporaneo, simile al sistema X-Factor di Marvel vs. Capcom 3: per esempio, la Gemma del Potere incrementa il danno e l'abilità delle combo del possessore, mentre quella dello Spazio intrappola l'avversario in un'area confinata che ne limita pesantemente i movimenti. La Gemma equipaggiata si può anche sostituire (premendo X o quadrato) durante la schermata di caricamento del prossimo incontro.

### Personaggi giocabili
Di sotto sono classificati tutti i personaggi giocabili nel gioco, compresi i DLC.
|        | Classici | Nuovi                        | DLC                                              |
| Marvel | Capitan America Doctor Strange Dormammu Ghost Rider Occhio di Falco Hulk Iron Man Nova Rocket Raccoon Spider-Man Thanos Thor         | Capitan Marvel Gamora Ultron | Pantera Nera Soldato d'Inverno Vedova Nera Venom |
| Capcom | Arthur Chris Redfield Chun-Li Dante Firebrand Frank West Mike Haggar Morrigan Aensland Nathan Spencer Nemesis Ryu Strider Hiryu Zero | Jedah Dohma X                | Monster Hunter Sigma                             |

Nel gioco è presente anche Groot come personaggio di supporto a Rocket Raccoon.
| Gemma        | Effetto                                                           | Effetto                                                                      |
| Nome, Colore | Infinity Surge                                                    | Infinity Storm                                                               |
| ------------ | ----------------------------------------------------------------- | ---------------------------------------------------------------------------- |
| Reality      | lancia sfere di energia. lenta ma insegue l'avversario            | attacco elementare, varia per ogni tasto                                     |
| Power        | come un uppercut colpisce e schianta l'avversario a bordo livello | aumenta la forza d'attacco e respinge l'avversario                           |
| Space        | energia traente, attira l'avversario più vicino                   | ingabbia/limita l'avversario in un cubo d'energia, impedisce l'Active Switch |
| Time         | veloce scatto orizzontale                                         | favorisce le combo e aumenta l'Active Switch                                 |
| Mind         | esegue un presa e uno stordimento                                 | quando l'avversario viene colpito aumenta la bara Hyper Combo                |
| Soul         | assorbe la salute dell'avversario                                 | permette di combattere in doppio e resuscita il partner K.O.                 |

Il videogioco mantiene i nomi delle Gemme e delle Abilità sopra elencati in lingua originale, non localizzati.

## Accoglienza
| Testata                         | Versione               | Giudizio / |
| ------------------------------- | ---------------------- | ---------- |
| Metacritic (media al 19·2·2024) | PlayStation 4          | 72/100     |
| Metacritic (media al 19·2·2024) | Xbox One               | 77/100     |
| Metacritic (media al 19·2·2024) | PC                     | 69/100     |
| OpenCritic (media al 19·2·2024) | -                      | 72/100     |
| Famitsū (JA)                    | PlayStation 4 Xbox One | 32/40      |
| Gamecritics.com                 | PC                     | 7.5/10     |
| Destructoid                     | -                      | 7.5/10     |
| Game Informer                   | -                      | 8,25/10    |
| GameSpot                        | -                      | 8/10       |
| GamesRadar+                     | -                      | 3/5        |
| IGN                             | -                      | 7.7/10     |
| Polygon                         | -                      | 7,7/10     |
| VentureBeat                     | -                      | 75/100     |
| Metro                           | -                      | 8/10       |

Marvel vs. Capcom: Infinite ha ricevuto un'accoglienza poco superiore alla media nei confronti di Metacritic, il gioco è stato apprezzato per il suo gameplay, incluso i suoi cambiamenti nel sistema tradizionale tag team e l'aggiunta delle Gemme dell'Infinito. Tamoor Hussain della GameSpot ha dato i suoi complimenti agli sviluppatori per aver semplificato il sistema tag team senza sacrificare la profondità del gameplay, e ne ha apprezzato il sistema di combattimento più aperto, ritenendo Infinite un "telo bianco" e le sue meccaniche "come i pennelli per dipingere una squadra di super eroi unica". Anche Chelsea Stark e Jeff Ramos della Polygon ne hanno apprezzato le meccaniche, dichiarando che il sistema tag team ha aperto nuove opzioni per nuove combo. Inoltre, Darry Huskey della IGN ha descritto la decisione di rimpiazzare il terzo personaggio delle squadre con una Gemma dell'Infinito come la "corona" del design di Infinite, dichiarando che "funziona così bene, che fa sembrare davvero obsoleta l'idea di una squadra a tre personaggi". Ben Reeves della Game Informer ha scritto che il sistema di lotta, l'inclusione delle combo automatiche e i super attacchi semplificati hanno dato un caldo benvenuto ai neofiti della serie.

### Critica
Quanto alla critica, la sua presentazione non è stata certo delle migliori. Huskey ha ritenuto il design dei personaggi "brutto e malmenato", e la colonna sonora orchestrale "dimenticabile e facilmente ignorata". Stark e Ramos hanno dichiarato che l'estetica erano tra "le più banali mai viste nel franchise", e ritenuto l'interfaccia utente "delle grafiche che non sono mai state cambiate per il prodotto finale". Anche Chris Carter della Destructoid ne ha disprezzato le visuali, descrivendone la grafica come "un crimine contro l'umanità". Sam Prell della GamesRadar ha ritenuto la presentazione di Infinite, in confronto con "l'arte cell-shading di Marvel vs. Capcom 3" e "gli sprite lisci come l'olio di Marvel vs. Capcom 2", "cade nel nulla". Wesley Yin-Poole della Eurogamer ha chiamato lo stile artistico "un tentativo disperato di attecchire il pubblico dell'universo cinematografico della Marvel" e "un abominio da guardare che non attecchisce né ai fan dei film né a quelli dei fumetti".
Infinite è stato criticato anche per il roster dei personaggi giocabili, più piccolo dell'episodio precedente, Ultimate Marvel vs. Capcom 3, e riciclante molti dei suoi personaggi. Mike Minotti VentureBeat è rimasto deluso dalla grandezza del roster, soprattutto in confronto ai suoi predecessori, e all'esigua quantità di nuovi personaggi. Yin-Poole ne ha notato anche la mancanza di diversità, e in particolare la carenza di personaggi femminili giocabili. GameCentral della Metro ha ritenuto il roster "colpevole di pigrizia e/o mancanza di budget", e che gran parte delle scelte del roster finale erano prese da avvocati e addetti al marketing. Anche l'omissione di personaggi dai franchise X-Men è stata molto criticata, speculando che l'allora attiva disputa tra la The Walt Disney Company, Marvel Studios, e 20th Century Fox sui diritti del film fosse il motivo principale dietro la loro esclusione. Prell e Yin-Poole si sono entrambi lamentati della mancanza di personaggi degli X-Men, che al contrario erano presenti in abbondanza negli altri titoli della serie Marvel vs. Capcom. In particolare, Yin-Poole ha dichiarato che la loro omissione è stata "una coltellata al cuore dei fan [di Marvel vs. Capcom] - una per la quale non c'è rimedio."

### Vendite
Il videogioco ha venduto 900 mila copie ai primi giorni novembre 2017 e 2.200.000 copie totali (PS4, Xbox One, PC, DL) vendute a dicembre 2023.

### Riconoscimenti
Il gioco è stato nominato "Best Fighting Game of E3 2017" (Miglior Picchiaduro della E3 2017) dalla Game Critics Awards.
Nominato come "Best Fighting Game of 2017" (Miglior Picchiaduro del 2017) dalla IGN, The Game Awards, e all'annuale 21° D.I.C.E. Awards
Nominato per "Control Precision" (Precisione dei Controlli) e "Game, Franchise Fighting" (Gioco, Picchiaduro di Franchise) al 17º premio National Academy of Video Game Trade Reviewers annuale.